# شيموس ميرفي
شيموس ميرفي (بالإنجليزية: Séamus Murphy)‏ هو لاعب قذف أيرلندي، ولد في 1950 في راثنور ‏ في جمهورية أيرلندا.